# Небольсин, Аркадий Ростиславович
Аркадий Ростиславович Небольсин (21 октября 1932, Монтрё — 21 августа 2020, Уэст Хэмптон) — американский культуролог, историк, филолог, религиозный философ, общественный деятель в области экологии культуры и культурного ландшафта, международный эксперт в области охраны объектов культурного наследия. 

## Биография
Родился в семье Ростислава Аркадьевича Небольсина (1900—1990), инженера, автора проектов очистки воды, президента Гидротехнической корпорации, и Екатерины Лаврентьевны Небольсиной (урождённой Пущиной) (1908—1986), художника-акварелиста, благотворительницы, президента Общества помощи русским детям. Внук Аркадия Константиновича Небольсина (1865—1917), российского контр-адмирала, героя русско-японской войны.
Помимо средней школы, посещал русскую субботнюю школу при церкви Казанской Божьей Матери в Си Клифе (пригород Нью-Йорка) под руководством священника Василия Мусина-Пушкина, а также учился в музыкальной школе им. Зилоти. В 1950 г. окончил школу—collegiate в Нью-Йорке.
В 1952 г. окончил Гарвардский университет. Учился у Михаила Карповича, Владимира Набокова, Юрия Иваска, Джона Фенлея; слушал лекции философов Георгия Федотова, Георгия Флоровского, Николая Лосского, Владимира Вейдле, Евгения Спекторского, в том числе в Свято-Сергиевском православном богословском институте (Париж). В Оксфордском университете получил степень бакалавра истории (1955).
В 1956—1958 гг. служил в армии США.
В Колумбийском университете удостоен степени магистра истории (1961), там же в 1971 г. защитил докторскую диссертацию по сравнительной и русской литературе на тему «О пошлости».
В 1958—1979 гг. — профессор Колумбийского, Йельского, Нью-Йоркского и Питтсбургского университетов; преподавал французский и русский языки, славянскую и сравнительную литературу. Приглашённый профессор Свято-Сергиевской академии (Нью-Йорк, 1979—1986), Университета мировой литературы им. М. Горького (1986—1998), факультета журналистики МГУ им. М. В. Ломоносова (1998), Института искусств факультета филологии и искусств Санкт-Петербургского государственного университета (2008). Адъюнкт-профессор университета Дрю (штат Нью-Джерси, США; 1998). С 1993 г. возглавлял Центр по изучению Португалии при фонде «Дом Мануэля Секундо».
Был советником Международного комитета по памятникам и достопримечательным местам (US ICOMOS); в последнее время — советник Президента ICOMOS Густаво Араоса по вопросам культурного наследия России. Жил в Сагапонаке.

### Семья
Его племянник — Павел Хлебников (1963—2004) — американский журналист, главный редактор русской редакции журнала Форбс.

## Научная деятельность
Один из создателей концепции экологии культуры (совместно с академиком Д. С. Лихачёвым). Публиковал исследования о творчестве А. И. Солженицына, В. В. Вейдле, Б. П. Вышеславцева; о христианском реализме, Дюрере, церкви, реформистском пуританизме и др. Труды публиковались на английском, французском, русском и португальском языках.
- Небольсин А. Р. Метафизика прекрасного : Введение в экологию культуры. — М.: Паломникъ, 2003. — 217 с. — 3000 экз. — ISBN 5-87468-197-3.

## Общественная деятельность
С 1970-х годов активно занимался вопросами сохранения культурных ценностей Италии, России, русского зарубежья. Участвовал в создании Общества спасения итальянского искусства и ландшафта (Italiа Da Salvare; 1971—1974), Американского общества по охране русских памятников и культуры (1978), общества «Классический город», общества «На страже искусства».
Состоял членом Конгресса русских американцев, Ассоциации русских американских учёных (США), корпорации «Новый журнал» (США); являлся командором Рыцарского ордена св. Архангела Михаила «Крыла Архангела Михаила» (Португалия) и командором Русского православного ордена св. Иоанна Иерусалимского (Нью-Йорк, Москва). Был президентом Европейского общества по сохранению классической эстетики (Präsident der Europaischen Gemeinschaft zur Erhaltung der Klassischen Ästhetik).

## Награды
- приз Art Watch (2003);
- грант IREX за изучение вопросов защиты культ. наследия России (1976—1977);
- грант Фонда Павла Хлебникова, Russia Society и Фонда Черепнина;
- орден святого благоверного князя Даниила Московского II степени (4 марта 2008);
- орден святого Мигуэля де Ала (Португалия).